# 唐·薩頓
唐納·霍華德·薩頓（英語：Donald Howard Sutton，1945年4月2日—2021年1月19日），為美國職棒大聯盟的投手。生涯23年有16年效力於洛杉磯道奇，不過從未拿下冠軍。生涯曾效力過道奇、太空人、釀酒人、運動家與天使等隊。職業生涯累積324勝與3574次三振，後來他於1998年入選名人堂。

## 職業生涯

### 生涯初期
薩頓在1966年4月14日登上大聯盟
1970年代起，薩頓入選四次明星賽。1974年國聯冠軍賽，他一個人就貢獻了兩勝，幫助道奇打敗海盜。他在世界大賽拿下了道奇隊唯一的一勝。1976年，薩頓投出生涯年。該年他拿下21勝10敗。1977年世界大賽，薩頓先發兩場，其中一場還投出完投勝。可惜道奇最終仍敗下陣來。
1978年8月，薩頓曾在媒體面前說道：「Reggie Smith是我遇過表現最好的球員。」結果造成隊友史蒂夫·賈維的不滿。他們兩人後來在面對大都會的比賽中打架，最後雙雙被禁賽處分。這年薩頓雖然投出15勝11敗，球隊也將他帶進季後賽行列中。不過他在世界大賽卻投得綁手綁腳，最後道奇又再一次輸給洋基。

### 生涯後期
1980年球季結束後，薩頓成為自由球員。他在隔年加入太空人，不過他卻在10月2日傷到了髕骨而提前退場。雖然太空人闖進季後賽，不過在少了薩頓的情況下還是早早被淘汰。
1982年世界大賽，薩頓在10局投球內容中失9分，並吞下一敗。釀酒人最終以3勝4敗輸給紅雀。
1982年球季末，太空人將薩頓交易至釀酒人，換來Kevin Bass、Frank DiPino和Mike Madden。
1985年，運動家用Ray Burris向釀酒人交易薩頓。當時薩頓以累積280勝，最後他拿下13勝8敗。而他在運動家僅待了1個球季，最後他在球季結束後被交易至天使，換來一名日後指定球員。
1986年球季開打前，薩頓已經累積295勝。雖然他在球季初表現不太穩定，不過他仍在6月18日拿下生涯300勝。1986年美國聯盟冠軍賽，薩頓替天使隊出賽2場，最終都無關勝敗。而天使也以3勝4敗輸給紅襪，無緣晉級世界大賽。
到了1988年，薩頓又與道奇隊簽約。8月時，太空人曾與薩頓見面，並詢問薩頓是否有意願擔任球隊的總經理。結果道奇隊副主席認為薩頓此舉已違反球隊規定，於是在8月10日將他釋出。他也因此離開大聯盟的舞台。
薩頓生涯也累積了不少特別的數據，像是生涯面對芝加哥小熊連敗13場，還有7次完封對手卻都無關勝敗的大聯盟紀錄。

## 生涯投球數據
| 勝投 | 敗投 | 防禦率 | 出賽場次 | 先發 | 完投 | 完封 | 投球局數 | 安打 | 失分 | 自責分 | 全壘打 | 保送 | 三振 | 暴投 | 觸身球 |
| ---- | ---- | ------ | -------- | ---- | ---- | ---- | -------- | ---- | ---- | ------ | ------ | ---- | ---- | ---- | ------ |
| 324  | 256  | 3.26   | 774      | 756  | 178  | 58   | 5282.1   | 4692 | 2104 | 1914   | 472    | 1343 | 3574 | 112  | 82     |

## 榮譽

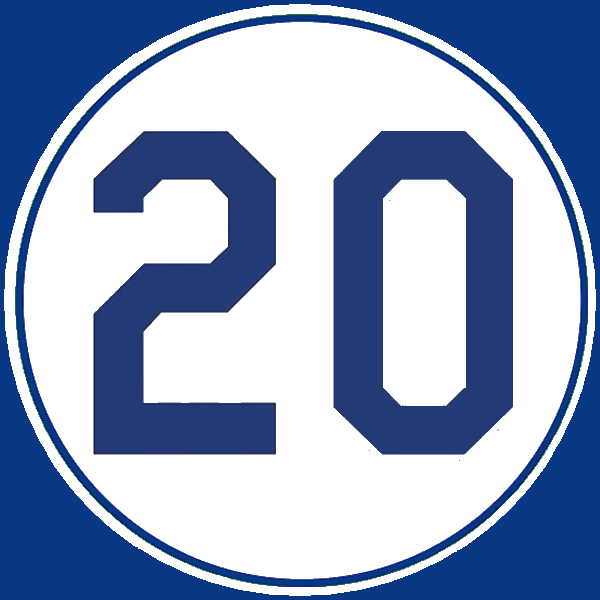
1998年，道奇隊將薩頓的20號球衣退休。

1997年，已經進入第四年名人堂票選的薩頓原本被認為會成功入選名人堂，但最後卻以9票擦身而過。後來到了隔年，薩頓終於順利入選名人堂，並成為該年唯一一位入選的選手。道奇隊也在同一年退休他的20號球衣。2015年7月，當時在勇士隊擔任廣播員的薩頓入選勇士隊名人堂，成為勇士隊第四位以廣播員入選球隊名人堂的人物。

## 去世
2021年1月18日，薩頓因為癌症去世，享年75歲。

## 外部連結
- 球員資訊和成績在MLB ，ESPN ，Retrosheet ，Baseball Reference ，Baseball Reference (Minors) ，Fangraphs ，The Baseball Cube （英文）
- 唐·薩頓在台灣棒球維基館上的頁面（繁體中文）